# Carrossel Moto

O Carrossel Moto da Guarda Nacional Republicana (GNR) é composto por um grupo de profissionais do 2º Esquadrão Moto da Unidade de Segurança e Honras de Estado (USHE), antigo Regimento de Cavalaria da GNR, que executam exibições públicas de habilidades e acrobacias com motociclos. 

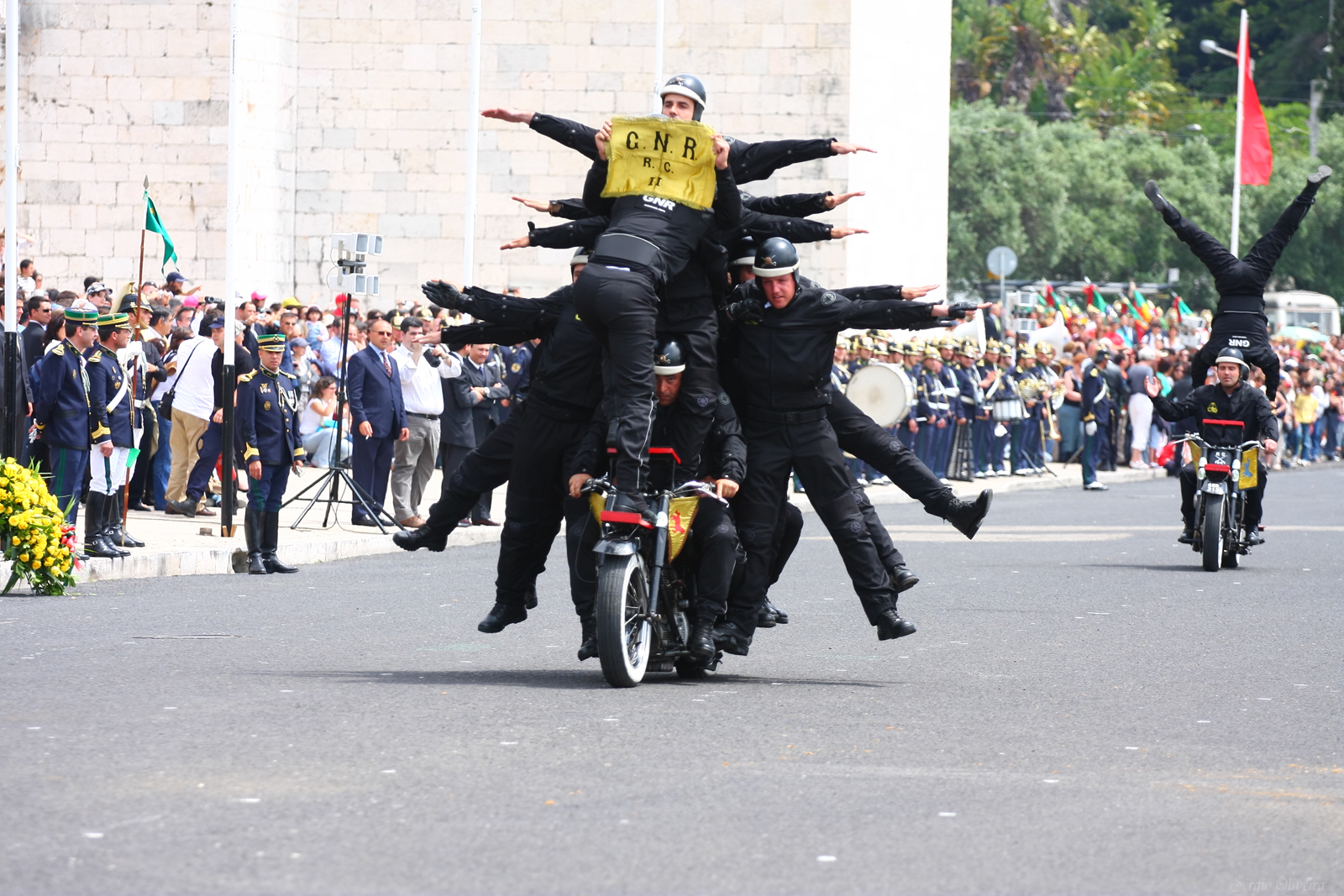
Praça do Império, Lisboa

## Origem
O Carrossel Moto remonta aos Anos 20 do Séc XX, onde eram utilizadas as motos NORTON para a realização dos exercicios.
Em 1956 Chegaram a Portugal as motos SUNBEAM, oferecidas à Republica Portuguesa aquando da visita de S.A.R. Rainha Isabel II de Inglaterra.
Desde essa data até aos dias de hoje, o Carrossel Moto afirma-se como uma referência nacional e internacional no panorama   das exibições acrobáticas realizadas por motociclistas Policias ou Militares, de onde também fazem parte, por exemplo, os Royal Signals Motorcycle Display Team  e Le Carroussel Motocycliste da Guarde Républicaine (França).

### O regimento de cavalaria e o 2º esquadrão moto
O Decreto 8064 de 21 de Março de 1922, previa a constituição do Regimento de Cavalaria da GNR, e nele sediado em Cabeço de Bola (Lisboa), o 2º Esquadrão Moto, Esquadrão Moto Blindado.
Além da missão geral da GNR, cabe ao 2º Esquadrão Moto escoltar as mais altas entidades Nacionais e Internacionais.
Inicialmente com motos AJS, sendo estas substituidas pelas NORTON e posteriormente pelas SUNBEAM.
Inicialmente realizavam-se pequenas exibições em eventos militares onde os motociclistas mostravam a sua destreza, chegando a integrar-se cavalos e motos num Carrossel Misto.
É já nos anos 50 que nasce o Carrossel Moto com os contornos próximos do que conhecemos hoje, pela mão dos Tenentes Miravent e Brás.

## Atualmente
Composto por cerca de 25 Guardas, todos voluntários oriundos do 2º Esquadrão Moto, agora sediado na Calçada do Galvão, Lisboa. As exibições mantém as emblemáticas SUNBEAM em números de destreza e audácia colectiva, acompanhadas pelas BMW/GS e a recentemente introduzida Yamaha WR.

### O bailado das motos
As apresentações do Carrossel Moto são compostas por várias partes, sendo que todas elas tem por base duas "escolas" com 8 elementos cada.
Na entrada são apresentados números como a Pirâmide e o Pino com escada.
Na 1ª e 2ª parte da apresentação os números protagonizados pelos 16 elementos formam figuras quase geométricas, onde a disciplina e um treino rigoroso permitem cruzamentos e evoluções em velocidade, num arriscado bailado de motas.
No final da 1ª parte os números colectivos são variados e apresentados em circulo, de onde se destacam a condução de uma SUNBEAM com 16 elementos. A pista onde são executadas uma serie de rampas, saltos e arcos de fogo antecede a 2ªa parte.

#### Esquema de atuação
Fonte: Revista da Guarda Nacional Republicana
Utilizando 6 motos Sunbeam, as motos BMW R 65GS e as motos BMW R 85 GS até perfazer o número de 16, as
apresentações são estruturadas da seguinte forma:
O Carrossel Moto é constituído por duas Escolas, com 8 militares cada. Cada escola é liderada por uma Sunbeam
conduzida por um dos militares mais antigos, tendo a designação de Chefe de Escola. Os dois Chefes de Escola são dois elementos fundamentais, pois são eles, que coordenados entre si, marcam o ritmo e tempos de mudança entre números.
A apresentação do Carrossel divide-se em várias partes, nomeadamente: 
Entrada – Exercício onde são empenhados os 16 militares com 6 motos que efectuam uma passagem junto da tribuna.
Apresentação – Após a entrada vai cada militar para a sua moto e formados a 2 vão deslocar-se para junto da tribuna onde vão formar em cunha.
1ª Parte – 16 militares, 16 motos efectuam vários exercícios em conjunto: 
- União de escolas  
- 2 Cruzamentos
- Passagem de escolas
- Cordas simples
- Moinho
- Rodas concêntricas
- Exercícios individuais
- Paragem em frente por 4
Colectivos – Exercícios colectivos efectuados com as Sunbeans:
- Condução a 2
- Prancha
- Amor
- Avião invertido
- Quedas
- Pino
- Pirâmide 4 militares
- Pirâmide 8 militares
- Pirâmide 16 militares
Pista – Depois das Sunbeans entram as BMW em acção, 8 motos vão transpor uns obstáculos: 
- Baloiço

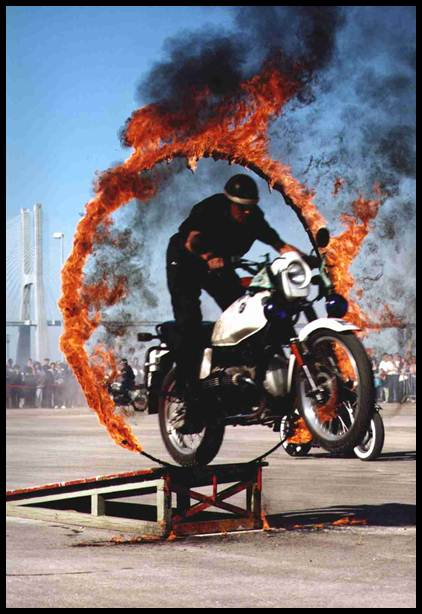
Salto no Arco de Fogo, BMW GS, Expo 98

- Subir e descer por cima de um jeep
- Passar por um arco a arder
- Efectuar alguns saltos
2ª Parte – Aqui tal como na 1ª Parte, 16 militares e 16 motos efectuam exercícios em conjunto:
- União de escolas
- Quedas
- Feixes e losângulos
- Abrir para os cantos
- Corda dupla
- 3 Cruzamentos
- Passagem a 4
Saída – As escolas voltam a unir e mais uma vez vão colocar-se formados em cunha em frente á tribuna.

### Século XXI
O Carrossel Moto tem marcado presença nas Comemorações da Festa Maior do Motociclismo em Portugal, o Dia Nacional do Motociclista, bem como é assidua a sua presença em cerimónias militares e eventos demais do mundo do motociclismo.

## As motos

### A veterana
SUNBEAM S/7 500 O.H.C. TWIN
• 2 Cilindros verticais;
• 4 Velocidades;
• Cilindrada de 487cc;
• Suspensão de mola curta;
• Carburador AMAL 276 DO/3ª;
• Peso de 196 Kg;
• Bateria de 6V – 12 AH;
• Pneus – 4.5 – 16/4.75 – 16;
• Pressão dos pneus – 19 – 19;
• Capacidade do depósito de gasolina – 15,5l;
• Capacidade do depósito de óleo – 2l;
• Combustível até 1993 inclusive – gasolina normal;
• Combustível a partir de 1994 – gasolina super. 

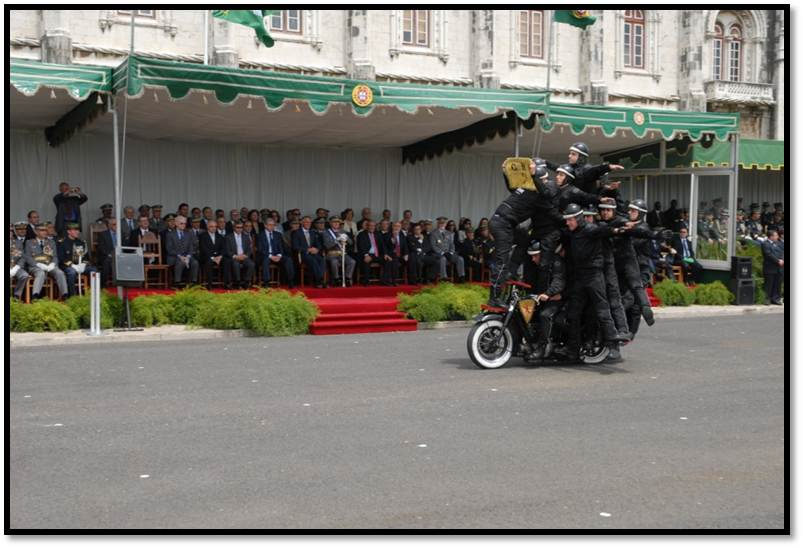
Dezasseis na SunBeam, Praça do Império Lisboa

### As alemãs
BMW R 80 GS
• 2 Cilindros opostos horizontalmente;
• Cilindrada 798cc (motor tipo Boxer);
• Carburadores - 2 v 64/32/349 (Esq) – v
64/32/3350(Dir);
• Velocidades – 5;
• Velocidade máxima – 175Km/h;
• Suspensão:
- Frente – Forquilha telescópica c/ amortecedores hidráulicos;
- Trás Braço oscilante com dois amortecedores hidráulicos;
• Bateria – 12v; 19AH;
• Capacidade do depósito de gasolina – 24l;
• Capacidade do depósito de óleo s/ filtro – 2,25l.
BMW R 65 GS
• 2 Cilindros opostos horizontalmente;
• Cilindrada 654cc (motor tipo Boxer);
• Carburadores:
2 Bing v 64/26/317 (Esq) – v 64/26/318(Dir);
• Velocidades – 5;
• Velocidade máxima – 143Km/h:
• Suspensão:
- Frente – Forquilha telescópica c/ amortecedores hidráulicos;
- Trás Braço oscilante com dois amortecedores hidráulicos;
• Bateria – 12v ; 20AH;
• Capacidade do depósito de gasolina – 21,5l;
• Capacidade do depósito de óleo s/ filtro – 2l.

## Curiosidades
Fonte: Revista da Guarda Nacional Republicana
(...) Antes de passar às histórias não posso deixar de gabar a coragem do Cabo Caixinha, que demonstra a dedicação e entrega total, ainda com prejuízos pessoais dos militares do Carrossel. O Cabo Caixinha, no tempo do Capitão Bairrada desmarcou o casamento para ir a uma exibição do Carrossel. Não sei como é
que o nosso Cabo resolveu a questão, mas que é um homem de coragem, lá isso é! (...)
(...) Outra história engraçada que me foi relatada pelo Tenente-Coronel Andrade e Sousa passou-se em Mangualde, Viseu.
Aquando do regresso de um treino para uma exibição que iria ter lugar no dia seguinte, houve uma Sunbeam que se incendiou, e, durante cerca de 3 minutos
esteve a arder como uma bola de fogo. As torneiras do combustível, que se encontram imediatamente por baixo do depósito, por vezes derramam combustível.
Quando essa gasolina toca no escape, normalmente dá-se um pequeno incêndio. Daí a necessidade de em todos os treinos e apresentações existirem mecânicos
nomeados com extintores a fim de apagarem alguma deflagração. Normalmente os motociclistas não têm necessidade de apear, sendo que os mais experientes
levantam as pernas e o fogo é apagado. Este facto, apesar de ser quase normal acontecer, naquele dia excedeu o tempo tendo-se mantido a arder alguns minutos. A moto ficou num estado aparente deplorável e totalmente chamuscada.
Assim, após a atribulada extinção do incêndio da moto, em que todos colaboraram lançando areia, batendo com mantas até à chegada de extintores, o Capitão
Andrade e Sousa referiu que estavam “tramados”, pois não tínham motos suplentes e a exibição ia ser no dia seguinte.
Perante esta afirmação o experiente Soldado mecânico Paté respondeu: “Está enganado meu Capitão: A moto está impecável para amanhã!” Assim, sob o
olhar estupefacto do Capitão, sacudiu alguma areia da moto, colocou o starter a jeito e com um enérgico salto sobre este, colocou a moto a trabalhar à primeira e
com um ruído de autêntico relógio suíço. As Sunbeam são uma verdadeira relíquia e mantêm-se a andar graças à dedicação e empenho dos mecânicos do Carrossel. Motos de mecânica fácil, têm no entanto, dada a sua idade avançada, alguns caprichos, dando a ideia que os mecânicos por vezes fazem milagres. (...)